# Horatio George Adamson
Horatio George Adamson (28 de noviembre de 1865 - 6 de julio de 1955) fue un dermatólogo británico. Estudió en el Hospital San Bartolomé recibiendo su doctorado médico en 1888. Aprendió dermatología en el Hospital Middlesex de Londres con John James Pringle. Entre 1909 y 1928 impartió clases y ejerció la dermatología en el Hospital St. Bartholomew.
Mientras trabajaba en la Downs Ringworm School del Metropolitan Asylums Board en Sutton, Adamson desarrolló un interés en la micología y modificó la técnica de Robert Kienböck para la depilación con rayos X para la tiña del cuero cabelludo.
Fue presidente de la Asociación Británica de Dermatólogos durante 1923-24  y miembro del Real Colegio de Médicos.

## Epónimo
- La franja de Adamson [3]